# Мола Стербини (Фрозиноне)
Мола Стербини је насеље у Италији у округу Фрозиноне, региону Лацио.
Према процени из 2011. у насељу је живело 63 становника. Насеље се налази на надморској висини од 137 м.